# الحور (حبيش)

تعديل مصدري - تعديل

الحور محلة تابعة لقرية موثان، التابعة لعزلة بني شبيب بمديرية حبيش إحدى مديريات محافظة إب في الجمهورية اليمنية، بلغ تعداد سكانها 79 حسب تعداد اليمن لعام 2004.